# Чомбе, Моиз
Моиз Капенда Чомбе (фр. Moïse Kapenda Tshombe; 10 ноября 1919, Мусумба, Бельгийское Конго — 29 июня 1969, Алжир) — конголезский и катангский политик и государственный деятель, президент Государства Катанга в 1960—1963 годах, премьер-министр Республики Конго (Леопольдвиль) в 1964—1965 годах. Председатель правой сепаратистской партии CONAKAT, лидер прозападных антикоммунистических сил в период Конголезского кризиса. Являлся главным противником Патриса Лумумбы, считается[кем?] ответственным за его убийство. При режиме Мобуту Сесе Секо заочно приговорён к смертной казни. Скончался в эмиграции под домашним арестом.

## Происхождение и бизнес
Родился в богатой семье племенной аристократии лунда, происходил из королевского рода Муата Ямво. Жозеф Капенда Чомбе, отец Моиза — был первым миллионером Бельгийского Конго, владел сетью плантаций, отелей, магазинов, мельниц, автопарков. Луиза Кат А’Камин Чомбе — мать Моиза Чомбе — была дочерью верховного вождя лунда.
Общественные взгляды Чомбе-старшего оказали большое влияние на сына. Моиз Чомбе глубоко воспринял призывы Жозефа Капенды в интересах конголезцев перенимать у белых эффективные черты европейской общественной и государственной системы. Чомбе-старший постоянно напоминал старшему сыну о том, что принадлежность к роду вождей налагает серьёзные обязанности перед Конго.
Моиз Чомбе выступал совладельцем отцовской бизнес-системы Établissements Joseph Kapend & Fils. Начальное образование получил в американской миссионерской школе. Принял протестантизм, исповедовал методизм. Учился на бухгалтера. Окончил в Леопольдвиле Университет Лованиум, впоследствии получил степень почётного доктора.
Унаследовав от отца значительную часть «торгово-промышленной империи», в 1951 году Моиз Чомбе приступил к расширению бизнеса. Он приобрёл сеть магазинов в южной провинции Катанга, но вел дела так авантюристично и так неумело, что вскоре разорился, был несколько раз вынужден объявлять о своем банкротстве и даже попал в тюрьму, за что получил от соотечественников язвительное прозвище "Месье Кассовый аппарат".

## Лидер CONAKAT
В конце 1950-х начал активно заниматься политикой. В 1958 году Чомбе выступил соучредителем партии CONAKAT. Первым председателем CONACAT был Годфруа Мунонго, вскоре уступивший этот пост Чомбе, поскольку сам находился на госслужбе. Партия выступала за широкую автономию и самоуправление провинций, прежде всего Катанги — вплоть до отделения от Конго. При этом CONAKAT стояла на прозападных и антикоммунистических позициях.
В апреле-мае 1960 года Моиз Чомбе вместе с Жан-Батистом Кибве представлял CONAKAT на Бельгийско-Конголезской конференции круглого стола, где обсуждалась процедура деколонизации Конго. На выборах весной 1960 года, незадолго до деколонизации Бельгийского Конго, за партию CONACAT проголосовали лишь 5,8 % конголезских избирателей. Но в Катанге партия добилась значительного успеха, получив наибольшее количество мандатов в провинциальном собрании (хотя доминирование не было однозначным).
После провозглашения независимости Конго 30 июня 1960 года правая CONAKAT находилась в жёсткой оппозиции левому правительству Патриса Лумумбы, которое рассматривало как централистское, враждебное Катанге и прокоммунистическое по идеологии.

## Правитель Катанги
Уже 11 июля 1960 года Чомбе объявил об отделении независимой Катанги от Республики Конго. В Государстве Катанга Чомбе занял пост президента, Мунонго — министра внутренних дел, Кибве — вице-премьера и министра финансов. К ближайшему окружению Чомбе относились также министр иностранных дел Эварист Кимба, министр образования Жозеф Кивеле, министр связи Альфонс Киела. Мунонго, Кибве, Кивеле и Киела составляли «малый кабинет», уполномоченный принимать решения в отсутствие Чомбе.
Были сформированы вооружённые силы Катанги — жандармерия и полиция. Верховным главнокомандующим являлся президент Чомбе. Оперативное командование жандармерии возглавлял генерал Норберт Мок, генеральным комиссаром полиции был Пий Сапве. К катангской жандармерии были прикомандированы несколько сотен бельгийских офицеров-инструкторов. Негласная поддержка Бельгии и корпорации UMHK была важным стимулом для катангских властей. Значительную роль играли белые наёмники, из которых наиболее известны Боб Денар, Майк Хоар, Жан Шрамм.
Действия Чомбе и его сторонников встретили негласную поддержку Бельгии, заинтересованной в сохранении контроля над богатой минеральными ресурсами Катангой. Для создания и обучения катангской армии были приглашены бельгийские офицеры. Особые отношения связывали правительство Катанги с бельгийской горнодобывающей корпорацией. В сепаратистскую армию Моиза Чомбе завербовался французский «Король наёмников» Боб Денар.
Правительство Патриса Лумумбы запросило военной поддержки у Организации Объединённых Наций для пресечения сепаратистских тенденций в Катанге. Такая поддержка была оказана. Началась Катангская война, продолжавшаяся до 1963 года.
14 сентября 1960 года президент Жозеф Касавубу отстранил Патриса Лумумбу от должности главы правительства. Лумумба был арестован, попытался бежать, вновь задержан и переправлен в Катангу. 17 января 1961 года он был убит вместе с своими сподвижникам Жозефом Окито и Морисом Мполо. Роль Моиза Чомбе в этой расправе в полной мере неясна: по одним сведениям, лично отдал приказ о расстреле Лумумбы и присутствовал при этом, по другим — пытался предотвратить это убийство, несмотря на неприязнь к бывшему конголезскому премьеру. Непосредственно в организации убийства Лумумбы обычно обвинялся Годфруа Мунонго, курировавший силовые структуры Катанги. Однако как глава Государства Катанга Моиз Чомбе автоматически разделяет ответственность за гибель Лумумбы, Окито и Мполо.
В 1963 году миротворческие силы ООН, наконец, оккупировали Катангу, вновь распространив на неё власть конголезского центрального правительства Жозефа Касавубу. Чомбе был вынужден бежать сначала в Северную Родезию, а затем в Испанию.

## От президента Катанги до премьер-министра Конго
В июле 1964 года Моиз Чомбе вернулся в Конго, чтобы занять предложенный ему пост премьер-министра в новом коалиционном правительстве. Это назначение объяснялось широкой популярностью Чомбе в стране, особенно на юге и востоке, его заграничными связями и мощным военно-политическим потенциалом Катанги.
На очередном этапе Конголезского кризиса Чомбе продолжал правый прозападный курс. Под его руководством было разгромлено леворадикальное Восстание Симба, выступавшее под лумумбистскими лозунгами. В ноябре 1964 года ликвидирована самопровозглашённая Народная республика Конго — со столицей в Стэнливиле. После этого Чомбе посетил Стэнливиль и демонстративно отдал дань памяти Лумумбе.
Чомбе организовал партию Конголезская национальная конвенция (CONACO), которая унаследовала правую идеологию, прозападный курс и политические кадры CONAKAT — теперь применительно к Конго в целом, а не только Катанге (видным деятелем CONACO стал министр внутренних дел Мунонго). На парламентских выборах весной 1965 года CONACO одержала уверенную победу, получив 122 из 167 мандатов. Однако на должности премьер-министра Конго Чомбе продержался лишь около года: в октябре 1965 года президент Касавубу отправил его в отставку.
За рубежом к Чомбе было неоднозначное отношение. Например, когда он пожелал присутствовать на Каирской конференции 1964 года, то некоторые страны (Нигерия, Либерия, Сенегал и Того) выступали за допуск Чомбе. Однако другие государства (например, Югославия) были против. Большинством голосов было отказано Чомбе в допуске на конференции. Хотя Чомбе прилетел в Каир, но не смог принять участие в конференции.

## Бегство, захват и смерть
В ноябре 1965 года в Конго произошёл военный переворот, к власти пришёл начальник армейского генштаба генерал Мобуту. Против Чомбе было выдвинуто обвинение в государственной измене, его сторонники, в том числе бывшие, подверглись жестоким репрессиям (Годфруа Мунонго арестован, Эварист Кимба публично повешен). Чомбе вынужден был снова бежать из Конго в Испанию, под защиту каудильо Франко.
В 1967 году катангские жандармы и белые наёмники Боба Денара подняли восстание в поддержку Чомбе. Войска Мобуту подавили мятеж. Боевики Чомбе отступили в Португальскую Анголу, где создали Фронт национального освобождения Конго (FNLC). Они включились в ангольскую колониальную войну на стороне Португалии и продолжали атаки против Мобуту.
Моиз Чомбе был заочно приговорён к смертной казни. 30 июня 1967 года самолёт, в котором он летел, был захвачен французским наёмным уголовником Франсисом Боденаном и угнан в Алжир. Цели и обстоятельства угона до конца не были прояснены. Существует версия, что западные спецслужбы, сделавшие ставку на режим Мобуту, таким образом устранили Чомбе из политики.
Некоторое время Чомбе содержался в тюрьме, затем был переведён под домашний арест. Содержался на довольно льготном режиме, жил на специально выделенной вилле, был почти свободен в передвижениях — но при обязательном сопровождении двух алжирских офицеров. Рут Луиза А’Дитенда, жена Моиза Чомбе, руководила кампанией за его освобождение, писала соответствующие послания президенту Алжира Хуари Бумедьену.
Алжирские власти колебались в отношении его дальнейшей судьбы. Чомбе грозила выдача в Конго под смертный приговор либо международный суд по обвинению в убийстве Лумумбы. Сам он, однако, не проявлял особого беспокойства, рассчитывая на освобождение и возврат к политической деятельности. Своё задержание в Алжире объяснял тем, что «Алжир не Африка».
Скончался Моиз Чомбе 29 июня 1969 года во сне от сердечного приступа. Относительно его смерти существуют версии о причастности спецслужб режима Мобуту, Бельгии, Франции, Алжира, ЦРУ и КГБ — но фактологического подтверждения они не имеют. Похоронен Моиз Чомбе в Брюсселе.

## Эволюция оценок
На протяжении длительного времени общественное отношение к Моизу Чомбе было крайне негативным. Оно определялось в основном его причастностью к убийству Лумумбы. Чомбе воспринимался как «циничный проводник интересов иностранных групп и белых наёмников», «олицетворение национального предательства и местечковой тирании», «коленопреклонённый убийца с цветами на могиле жертвы» (речь шла о посещении Чомбе мемориала Лумумбы), «несостоявшийся конголезский Бонапарт». Чомбе обвинялся также в казнокрадстве (без конкретных доказательств), политические противники прозвали его Monsieur Tiroir-Caisse — Господин Денежный Ящик. В прессе СССР его образ был ещё более негативным. Советская печать, как правило, избегавшая публиковать карикатуры на государственных лидеров даже недружественных государств и прямые оскорбления по их адресу, сделала тем не менее несколько исключений.  Одним из таких исключений, наряду с Муссолини и Тито, стал Чомбе, которого изображали на карикатурах в «Известиях» и в «Крокодиле» крайне непочтительно: в виде обезьяны (иногда с хвостом), уродливой куклы-марионетки, отвратительной собачонки-моськи, архетипического «черномазого» с подчёркнуто окарикатуренными расовыми чертами и т.п.  В октябрьском выпуске «Крокодила» за 1960 год (№ 30) в тексте от редакции было прямо сказано об «обезьяне, откликающейся на кличку Чомбе».
Однако с течением времени оценки перестали быть столь однозначными. Теперь подчёркиваются заслуги Моиза Чомбе в антиколониальном движении, сепаратизм Катанги обосновывается законными интересами её населения, прежде всего лунда, которые нарушались центральным правительством в Леопольдвиле. Стали появляться позитивные оценки «катангской вольницы», отмечаются социально-экономические успехи в развитии Катанги при правлении Чомбе. В некоторых исследованиях Чомбе рассматривается как «голубь» катангского руководства, по возможности ориентированный на мирные решения и возражавший против убийства Лумумбы, на котором настоял «ястреб» Мунонго.
Официальное отношение к Чомбе в ДРК стало гораздо более сдержанным на фоне резкого осуждения Мобуту. Заметную популярность образ Чомбе сохраняет в регионах, относящихся к Катанге.

## Семья
Моиз Чомбе был женат на принцессе Рут Луизе А’Дитенда, дочери верховного вождя лунда. Имел четырёх сыновей и пять дочерей.
Жан Дитенда Чомбе — сын Моиза Чомбе — активно выступал против режима Мобуту, поддерживал мятеж в Шабе 1977 года, поднятый бывшими жандармами Чомбе при ангольской помощи.
Исабель Мачик Рут Чомбе — дочь Моиза Чомбе — известный конголезский дипломат, представитель президента Демократической Республики Конго в Постоянном совете Франкофонии.

## В кино
В советском фильме 1970 года «Чёрное солнце» Моиз Чомбе представлен в образе циничного и жестокого сепаратиста Жака Лу — убийцы благородного премьера Робера Мусомбе, прототипом которого является Патрис Лумумба. В роли Жака Лу снялся Боб Цымба.
В боевике «Дикие гуси» (1978) Чомбе выведен под именем Джулиуса Лимбани (исполнял Уинстон Нтшона).
В 2016 году вышел на экраны ирландско—южноафриканский фильм «Осада Жадовиля» об одном из эпизодов Катангской войны. Роль Моиза Чомбе исполнил Дэнни Сапани.